# Gare de Meiser
Pour les articles homonymes, voir Meiser.
La gare de Meiser est une gare ferroviaire belge de la ligne 26, située sur le territoire de la commune de Schaerbeek dans la région de Bruxelles-Capitale. Ses deux entrées sont situées chaussée de Louvain et avenue Rogier.
Elle est mise en service en 1976 par la Société nationale des chemins de fer belges (SNCB).
C'est une halte voyageurs de la SNCB desservie par des trains Suburbains (S).

## Situation ferroviaire
Établie en tranchée à 70 mètres d'altitude, la gare de Meiser est située au point kilométrique (PK) 8,200 de la ligne 26 de Schaerbeek à Hal, entre les gares de Evere et de Mérode.
Juste après la gare de Meiser, au nord, se trouve l'ancienne gare de formation de Schaerbeek-Josaphat. Tandis qu'au sud de la gare, dans le tunnel du Cinquantenaire, se trouve une connexion entre la ligne 26 et la ligne 161 via le tunnel Schuman-Josaphat.

## Histoire
La halte de Meiser est mise en service le 20 septembre 1976 par la Société nationale des chemins de fer belges (SNCB). Elle est établie au fond d'une profonde tranchée ce qui a nécessité d'installer des escaliers pour y accéder.
À la fin de l'année 2006, débutent des travaux de réaménagement de la halte avec notamment la pose de murs antibruit et la reconstruction des quatre escaliers d'accès.

## Service des voyageurs

### Accueil
Halte SNCB, c'est un point d'arrêt sans personnel (PANG) à accès libre. Elle dispose d'un automate pour l'achat de titres de transport et elle est équipée d'un système d'annonces vocales automatiques des trains (PIDAAS).

### Desserte
Meiser est desservie en semaine par des trains Suburbains (S) des relations suivantes, :
- S4 de Malines à Alost ;
- S5 de Malines à Hal, Grammont ou Enghien (deux par heure)
- S7 de Vilvorde à Hal via Merode et Delta
- S9 de Landen ou Louvain à Nivelles.

Les week-ends et jours fériés, la desserte est d'un seul train par heure de la relation S5 entre Malines et Hal.

### Intermodalité
Le stationnement des véhicules est difficile à proximité.
L'arrêt " Station Meiser " à proximité sur l'avenue Rogier où circulent les tramways (lignes 25 et 62) et le bus Noctis N04 a été fermé par la STIB au profit du nouvel arrêt " Meiser " situé 150 m plus loin, desservi par ces mêmes lignes. 
Le réseau des autobus De Lijn dispose également d'un arrêt " Station Meiser " chaussée de Louvain : desservi par les lignes 318, 351, 358 et 410.

### Accessibilité
Les deux quais sont uniquement accessibles via des escaliers ; chaque quai est muni d'un escalier donnant sur l'Avenue Rogier et d'un escalier menant à la Chaussée de Louvain. Les quais hauts permettent un accès de plain-pied, toutefois, en semaine, seuls les trains de la ligne S4 sont à plancher bas.
Lors de la construction de la gare, des superstructures en béton ont été construits pour installer des escalators ; inutilisées, ces rampes ont été démolies lors de la rénovation de la gare.

## Comptage voyageurs
Ce graphique et tableau montre le nombre de voyageurs embarquant en moyenne durant la semaine, le samedi et le dimanche.
| Nombre de passagers qui embarquent à la gare de Meiser | Nombre de passagers qui embarquent à la gare de Meiser | Nombre de passagers qui embarquent à la gare de Meiser | Nombre de passagers qui embarquent à la gare de Meiser |
|                                                        | Semaine                                                | Samedi                                                 | Dimanche                                               |
| ------------------------------------------------------ | ------------------------------------------------------ | ------------------------------------------------------ | ------------------------------------------------------ |
| 1977                                                   | 187                                                    | -                                                      | -                                                      |
| 1978                                                   | 194                                                    | -                                                      | -                                                      |
| 1979                                                   | 142                                                    | -                                                      | -                                                      |
| 1980                                                   | 142                                                    | -                                                      | -                                                      |
| 1981                                                   | 151                                                    | -                                                      | 17                                                     |
| 1982                                                   | 118                                                    | -                                                      | 9                                                      |
| 1983                                                   | 92                                                     | -                                                      | 40                                                     |
| 1984                                                   | 79                                                     | -                                                      | -                                                      |
| 1985                                                   | 60                                                     | -                                                      | -                                                      |
| 1986                                                   | 74                                                     | -                                                      | -                                                      |
| 1987                                                   | 77                                                     | -                                                      | -                                                      |
| 1988                                                   | 99                                                     | -                                                      | -                                                      |
| 1989                                                   | 86                                                     | -                                                      | -                                                      |
| 1990                                                   | 87                                                     | -                                                      | -                                                      |
| 1991                                                   | 37                                                     | -                                                      | -                                                      |
| 1992                                                   | 82                                                     | -                                                      | -                                                      |
| 1993                                                   | 113                                                    | -                                                      | -                                                      |
| 1994                                                   | 146                                                    | -                                                      | -                                                      |
| 1995                                                   | 163                                                    | -                                                      | -                                                      |
| 1996                                                   | 200                                                    | -                                                      | -                                                      |
| 1997                                                   | 258                                                    | -                                                      | -                                                      |
| 1998                                                   | 304                                                    | -                                                      | -                                                      |
| 1999                                                   | 284                                                    | -                                                      | -                                                      |
| 2000                                                   | 356                                                    | -                                                      | -                                                      |
| 2001                                                   | 356                                                    | -                                                      | -                                                      |
| 2002                                                   | 340                                                    | -                                                      | -                                                      |
| 2003                                                   | 382                                                    | -                                                      | -                                                      |
| 2004                                                   | 444                                                    | -                                                      | -                                                      |
| 2005                                                   | 450                                                    | -                                                      | -                                                      |
| 2006                                                   | 485                                                    | -                                                      | -                                                      |
| 2007                                                   | 487                                                    | -                                                      | -                                                      |
| 2008                                                   | -                                                      | -                                                      | -                                                      |
| 2009                                                   | 603                                                    | -                                                      | -                                                      |
| 2010                                                   | -                                                      | -                                                      | -                                                      |
| 2011                                                   | -                                                      | -                                                      | -                                                      |
| 2012                                                   | 455                                                    | -                                                      | -                                                      |
| 2013                                                   | 452                                                    | -                                                      | -                                                      |
| 2014                                                   | 418                                                    | -                                                      | -                                                      |
| 2015                                                   | 350                                                    | -                                                      | -                                                      |
| 2016                                                   | 512                                                    | -                                                      | -                                                      |
| 2017                                                   | 599                                                    | -                                                      | -                                                      |
| 2018                                                   | 772                                                    | 63                                                     | 43                                                     |
| 2019                                                   | 761                                                    | 58                                                     | 32                                                     |
| 2020                                                   | 490                                                    | 77                                                     | 59                                                     |
| 2021                                                   | -                                                      | -                                                      | -                                                      |
| 2022                                                   | 797                                                    | 115                                                    | 74                                                     |
| 2023                                                   | 684                                                    | 101                                                    | 77                                                     |
| 2024                                                   | 749                                                    | 87                                                     | 88                                                     |

Galerie d'images
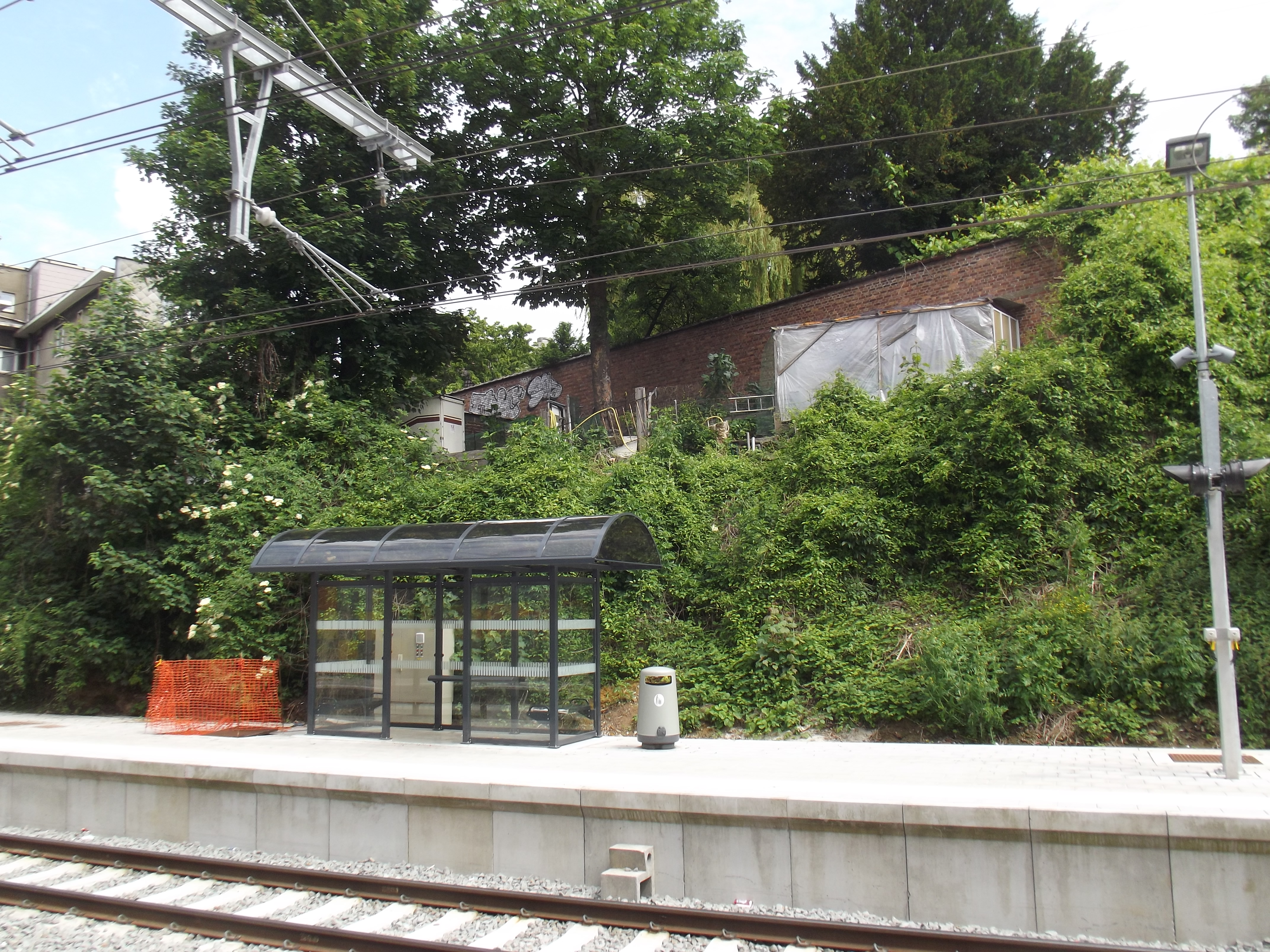
Abri de quai.
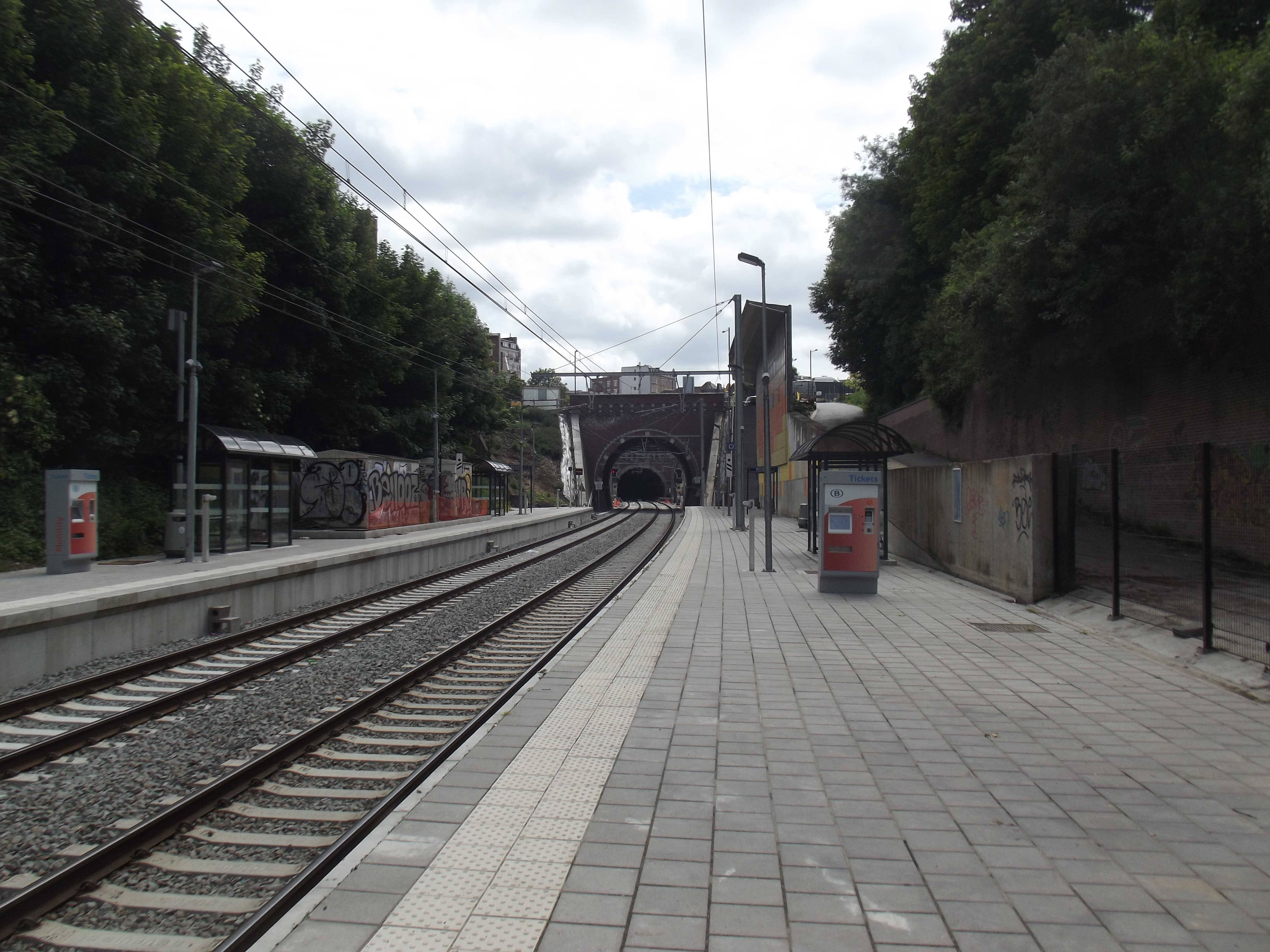
Vue d'ensemble de la halte en 2015.
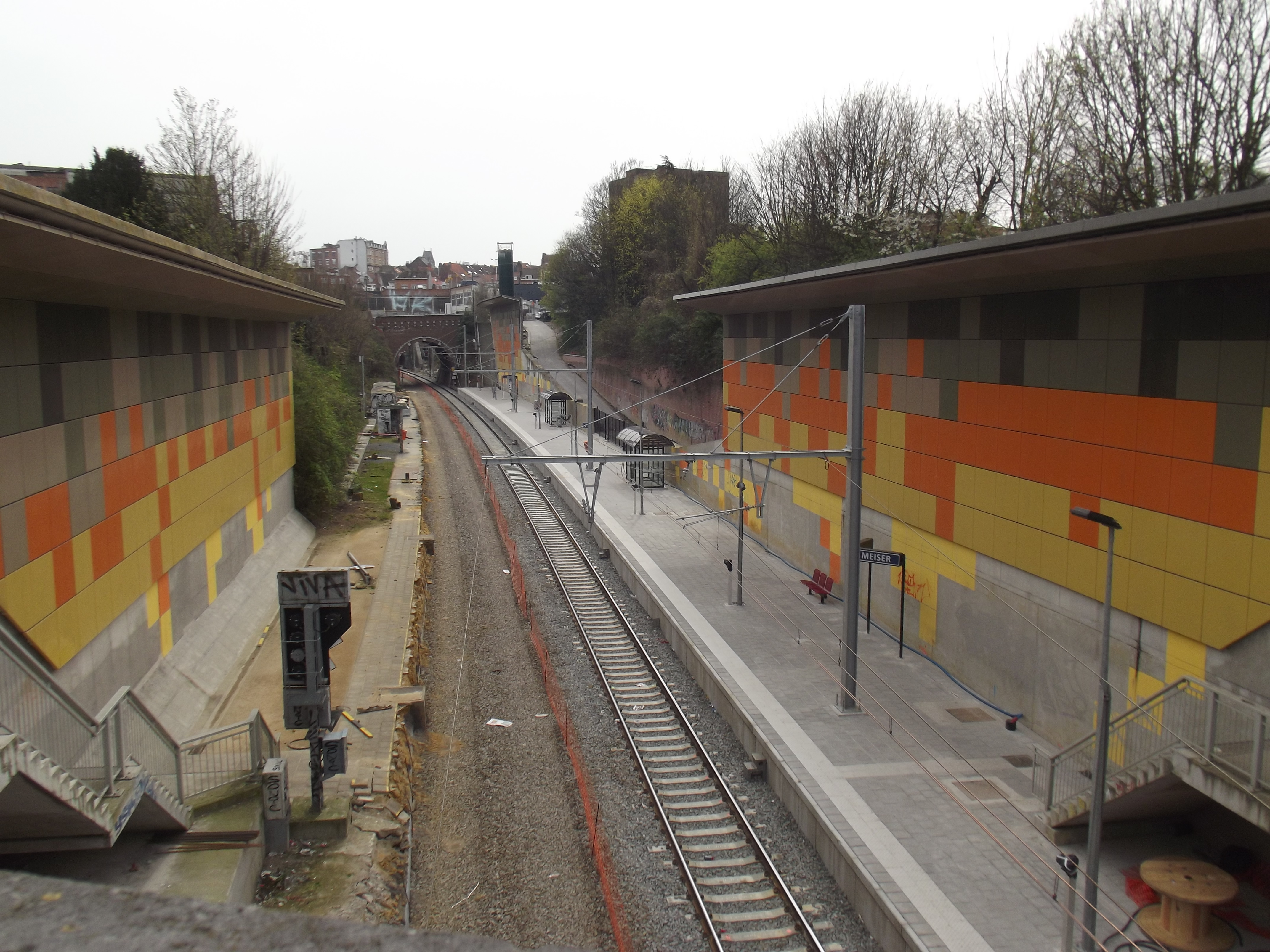
Lors des travaux du tunnel Schuman - Josaphat.
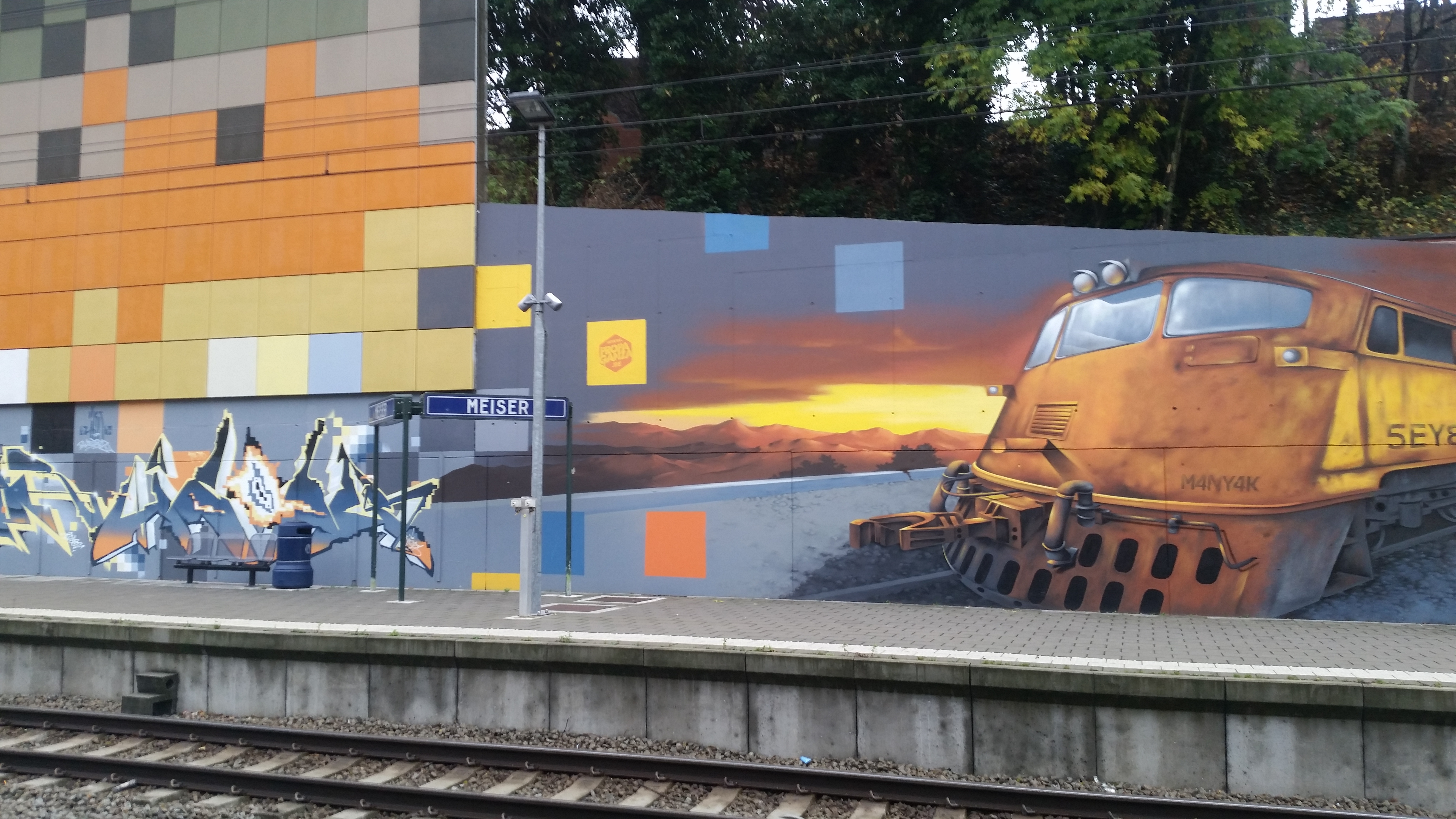
Fresque sur le mur.